# Пекюнлю, Садык
Садык Четин Пекюнлю (тур. Sadık Çetin Pekünlü, 21 июля 1938, Стамбул — 14 июля 1973, Стамбул) — турецкий тяжелоатлет. Участник летних Олимпийских игр 1964 года.

## Биография
Садык Пекюнлю родился 21 июля 1938 года в Стамбуле.
Начал заниматься тяжёлой атлетикой с 16 лет, когда учился в Военно-морской академии. Выступал в соревнованиях по тяжёлой атлетике за гимнастический клуб «Бешикташ» из Стамбула. Был чемпионом Турции, с 1961 года — в сборной страны.
В 1964 году вошёл в состав сборной Турции на летних Олимпийских играх в Токио. Занял 11-е место в весовой категории до 90 кг, подняв в сумме троеборья 435 кг (125 кг в рывке, 170 кг в толчке, 140 кг в жиме) и уступив 52,5 кг завоевавшему золото Владимиру Голованову из СССР. В 1969 году завоевал серебряную медаль на балканском чемпионате в Бухаресте. 
Владел рекордом Турции в весовой категории до 90 кг — 455 кг.
Служил в полиции, имел звание суперинтенданта. Руководил мотоклубом в Стамбуле.
Погиб 14 июля 1973 года в автомобильной аварии в Стамбуле при исполнении служебных обязанностей. 

## Память
С 1974 года в память Садыка Пекюнлю проводился международный турнир.

## Спортивные результаты
| Год  | Соревнование           | Место проведения | Весовая категория | Жим      | Рывок  | Толчок   | Сумма троеборья | Место |
| ---- | ---------------------- | ---------------- | ----------------- | -------- | ------ | -------- | --------------- | ----- |
| 1961 | Чемпионат мира         | Вена             | до 82,5 кг        | 112,5 кг | 105 кг | 137,5 кг | 355 кг          | 17    |
| 1961 | Чемпионат Европы       | Вена             | до 82,5 кг        | 112,5 кг | 105 кг | 137,5 кг | 355 кг          | 12    |
| 1962 | Чемпионат мира         | Будапешт         | до 82,5 кг        | 130 кг   | 115 кг | 145 кг   | 390 кг          | 10    |
| 1962 | Чемпионат Европы       | Будапешт         | до 82,5 кг        | 130 кг   | 115 кг | 145 кг   | 390 кг          | 6     |
| 1963 | Чемпионат мира         | Стокгольм        | до 82,5 кг        | 125 кг   | —      | —        | —               | DNF   |
| 1963 | Чемпионат Европы       | Стокгольм        | до 82,5 кг        | 125 кг   | —      | —        | —               | DNF   |
| 1964 | Олимпийские игры       | Токио            | до 90 кг          | 140 кг   | 125 кг | 170 кг   | 435 кг          | 11    |
| 1964 | Чемпионат мира         | Токио            | до 90 кг          | 140 кг   | 125 кг | 170 кг   | 435 кг          | 11    |
| 1965 | Чемпионат Европы       | София            | до 90 кг          | 135 кг   | 115 кг | 130 кг   | 380 кг          | 8     |
| 1967 | Средиземноморские игры | Тунис            | до 90 кг          | 125 кг   | 120 кг | —        | —               | DNF   |
| 1968 | Чемпионат Европы       | Ленинград        | до 90 кг          | 140 кг   | 125 кг | 155 кг   | 415 кг          | 14    |
| 1969 | Чемпионат Балкан       | Бухарест         | до 90 кг          |          |        |          |                 | 2     |
| 1969 | Чемпионат мира         | Варшава          | до 90 кг          | 145 кг   | 135 кг | —        | —               | DNF   |
| 1969 | Чемпионат Европы       | Варшава          | до 90 кг          | 145 кг   | 135 кг | —        | —               | DNF   |